# Hans Wolf (Fußballspieler)
Hans Wolf (* 1911; † nach 1939) war ein deutscher Fußballspieler.

## Karriere
Wolf gehörte von 1932 bis 1941 dem FSV Frankfurt als Torwart an, für den er in der vom Süddeutschen Fußball-Verband ausgetragenen Süddeutschen Meisterschaft 1932/33 in der in zwei Gruppen unterteilten Bezirksliga Main/Hessen, Punktspiele bestritt. Als Sieger aus der Gruppe Main hervorgegangen, nahm er mit dem FSV Frankfurt infolgedessen auch an der in zwei Gruppen ausgetragenen Endrunde um die Süddeutsche Meisterschaft teil. Mit einem Punkt Vorsprung – noch vor Eintracht Frankfurt – ging er mit seiner Mannschaft als Sieger aus der Gruppe Nord/Süd hervor und zog damit in das Endspiel ein. 
Die gegen den Sieger der Gruppe Ost/West, dem TSV 1860 München, am 30. Mai 1933 im Frankfurter Waldstadion ausgetragene Begegnung wurde durch das Tor von Georg Knöpfle mit 1:0 zugunsten seiner Mannschaft entschieden. Somit nahmen er und seine Mitspieler auch an der Endrunde um die Deutsche Meisterschaft teil. Er bestritt das am 7. Mai 1933 mit 6:1 gegen den PSV Chemnitz gewonnene Achtelfinale und das am 21. Mai 1933 mit 0:1 gegen den FC Schalke 04 verlorene Viertelfinale.
Von 1933 bis 1939 spielte er zunächst in der Gauliga Südwest, in einer von zunächst 16, später auf 23 aufgestockten Gauligen zur Zeit des Nationalsozialismus als einheitlich höchste Spielklasse im Deutschen Reich, von 1939 bis 1941 in der Staffel Mainhessen, von 1941 bis 1944 in der Gauliga Hessen-Nassau und zuletzt in der Staffel 3 – Frankfurt, die nach nicht komplett ausgetragenen fünf Spieltagen abgebrochen wurde. 
Während seiner Vereinszugehörigkeit nahm er auch am Wettbewerb um den Tschammerpokal, dem seit 1935 eingeführten Pokalwettbewerb für Vereinsmannschaften, teil. Sein Debüt gab er am 29. August 1937 bei der 1:2-Erstrunden-Niederlage beim VfB Mühlburg. 1938 bestritt er alle sieben Spiele, einschließlich des Finales. Das erst am 8. Januar 1939 im Berliner Olympiastadion ausgetragene Finale gegen den SK Rapid Wien wurde mit 1:3 verloren. Trotz der in der 17. Minute durch Franz Dosedzal erzielten Frankfurter Führung, ging das Spiel in der berühmten Rapid-Viertelstunde innerhalb von zehn Minuten durch Tore von Georg Schors (80.), Johann Hofstätter (85.) und Franz Binder (90.) verloren. Sein letztes Pokalspiel bestritt er am 20. August 1939 beim 5:3-Erstrunden-Sieg über den Mülheimer SV 06.

## Erfolge
- Tschammerpokal-Finalist 1938
- Süddeutscher Meister 1933